# Powellinia bercana
Powellinia bercana är en fjärilsart som beskrevs av Turati 1924. Powellinia bercana ingår i släktet Powellinia och familjen nattflyn. Inga underarter finns listade i Catalogue of Life.